# Hannicap Circus
Albums de Bizarre
Attack of the Weirdos
(1998) Blue Cheese & Coney Island
(2007)
Singles
1. Rockstar
Sortie : 2005

Hannicap Circus est le premier album studio de Bizarre, sorti le 28 juin 2005.
Le rappeur a invité de nombreux invités prestigieux (Eminem, D12, Obie Trice, Big Boi, Devin the Dude, Erick Sermon, Raphael Saadiq) dans son univers excessif et décalé.
Un temps annoncé chez Shady Records, l'opus a en fait été publié chez Sanctuary Records, label du groupe Sony-BMG dirigé par Matthew Knowles (père de la chanteuse Beyoncé).
La chanson Gospel Weed Song fait partie de la bande originale du film Harold et Kumar s'évadent de Guantanamo.
L'album s'est classé 26e au Top R&B/Hip-Hop Albums et 48e au Billboard 200.

## Liste des titres
| No  | Titre                                                                                   | Durée |
| --- | --------------------------------------------------------------------------------------- | ----- |
| 1.  | Public Service Announcement (Intro)                                                     | 0:26  |
| 2.  | Intro (featuring Young Miles – Produit par PMG)                                         | 1:38  |
| 3.  | Gospel Weed Song (Produit par Shea)                                                     | 3:35  |
| 4.  | Fuck Your Life (featuring Sindee Syringe – Produit par Mr. Porter)                      | 4:29  |
| 5.  | Fat Father (Skit)                                                                       | 1:46  |
| 6.  | Let the Record Skip (featuring Young Miles – Produit par PMG)                           | 2:45  |
| 7.  | I'm In Love Witchu (Produit par Hi-Tek)                                                 | 2:44  |
| 8.  | Rockstar (Produit par Eminem)                                                           | 3:01  |
| 9.  | Ghetto Music (featuring Swifty McVay, King Gordy et stic.man – Produit par Sicknotes)   | 4:33  |
| 10. | Life Styles (Skit)                                                                      | 1:22  |
| 11. | I'm So Cool (Produit par Mike Chav)                                                     | 4:18  |
| 12. | Porno Bitches (featuring Devin the Dude, Big Boi et Kon Artis – Produit par Mr. Porter) | 4:38  |
| 13. | Crush on You (Produit par Sol Messiah)                                                  | 2:54  |
| 14. | Bad Day (Produit par Erick Sermon)                                                      | 5:08  |
| 15. | I Need a Friend (Produit par Silent Riot)                                               | 2:57  |
| 16. | One Chance (Produit par J Thrill)                                                       | 4:03  |
| 17. | Hip Hop (featuring Eminem – Produit par Hi-Tek)                                         | 4:31  |
| 18. | Doctor Doctor (featuring Obie Trice et Dion – Produit par Hi-Tek)                       | 3:43  |
| 19. | Coming Home (featuring Raphael Saadiq et Kuniva – Produit par Raphael Saadiq)           | 3:46  |
| 20. | Nuthin' at All (featuring D12 – Produit par Mr. Porter)                                 | 4:28  |

| 21. | Scooby Doo (featuring Syndee) | 2:42 |